# 双疣玉蟹
双疣玉蟹（学名：Leucosia biminentis）为玉蟹科玉蟹属的动物。在中国大陆，分布于南沙群岛等地，生活环境为海水，多栖息于水深50米以及粗沙质底。该物种的模式产地在南沙群岛。